# La Grange (Schauspieler)

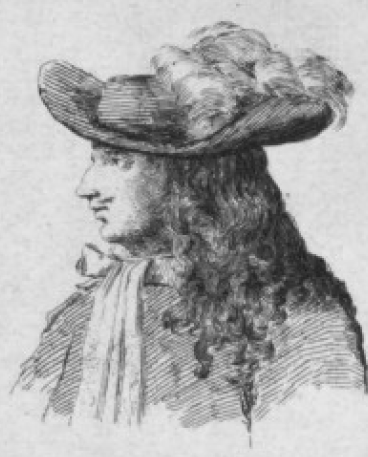
Charles Varlet

Charles Varlet, genannt La Grange, (* 1635 in Montpellier; † 1. März 1692 in Paris) war ein französischer Schauspieler. Er spielte in der Truppe von Molière und gilt als einer der wichtigsten Schauspieler seiner Zeit.

## Leben
Charles Varlet verlor früh beide Eltern und wuchs mit seinen beiden Geschwistern bei einem Vormund auf. Der Name La Grange, den er später annahm, war der Geburtsname seiner Mutter, Marie de la Grange. Im Alter von 14 Jahren lief er von zuhause weg und schloss sich einer Truppe fahrender Schauspieler an.
Es ist nicht bekannt, auf welche Weise er Molières Bekanntschaft machte. Sicher ist nur, dass er im November 1658 für den erkrankten Joseph Bejart in Molières Stück L’Étourdi ou les Contretemps (Der Unbesonnene) einsprang. Nach Bejarts Tod wurde er festes Mitglied von Molières Truppe, wo er sehr schnell zu einer tragenden Säule des Ensembles wurde, meist in der Rolle des jugendlichen Liebhabers.
1672 heiratete er Marie Ragueneau, die zunächst Platzanweiserin gewesen war und mit der Heirat zur Schauspielerin wurde. Nach Molières Tod übernahm er die Leitung der Truppe. Sein Register, 1876 von der Comédie-Française herausgegeben, ist eine der wichtigsten historischen Quellen mit Angaben zu Molières Truppe.